# Licurgo (Arcadia)
En la mitología griega, Licurgo (en griego Λυκοῦργος) fue un rey de Arcadia. Según la Biblioteca mitológica, de Áleo y Neera, hija de Pereo, nacieron una hija, Auge, y dos hijos, Cefeo y Licurgo. De Licurgo y su esposa, una tal Cleófile, Eurínome o Antínoe, nacieron Anceo, Époco, Anfidamante y Yaso.
Pausanias dice que después de morir Aleo, Licurgo, su hijo, obtuvo el reino por derecho de antigüedad, y quedó en el recuerdo por haber matado a Areítoo, un enemigo, mediante engaño y no con justicia. Tenía dos hijos, Anceo y Époco. Époco se puso enfermo y murió, mientras que Anceo tomó parte con Jasón en el viaje a la Cólquide, y después al intentar dar muerte con Meleagro a la fiera de Calidón, el jabalí lo mató. Licurgo llegó a extrema vejez, después de haber visto morir a sus dos hijos. A la muerte de Licurgo, Équemo, hijo de Aéropo, hijo de Cefeo, hijo de Áleo, obtuvo el poder sobre los arcadios.
En la Ilíada se nos narra la batalla de Licurgo y Areítoo, a saber: (a Areítoo) «lo mató Licurgo con un ardid, no por la fuerza, en un angosto camino, donde de su ruina la maza férrea no lo socorrió: Licurgo se anticipó con la lanza y le traspasó el torso, y él chocó boca abajo contra el suelo. Le despojó las armas que el broncíneo Ares le había procurado y que desde entonces él solía llevar en el fragor de Ares. Mas cuando en el palacio Licurgo envejeció, se las dio a su escudero Ereutalión para que las llevara». Según un escolio Ereutalión también fue derrotado por Licurgo, que le tendió una emboscada y lo venció en la batalla que siguió. Los arcadios celebraron una fiesta conocida como Moleya en conmemoración de este acontecimiento mítico (mōlos es una palabra que significa «batalla» según el escoliasta), y así rindieron honores a Licurgo.
| Predecesor: Aleo | Reyes de Arcadia | Sucesor: Équemo |